# Миньянего
Миньянего (итал. Mignanego) — коммуна в Италии, располагается в регионе Лигурия, в провинции Генуя.
Население составляет 3671 человек (2008 г.), плотность населения составляет 200 чел./км². Занимает площадь 18 км². Почтовый индекс — 16018. Телефонный код — 010.
Покровителями коммуны почитаются Пресвятая Богородица и святой Иоанн Креститель, празднование 24 июня.

## Демография
Динамика населения:

## Администрация коммуны
- Официальный сайт: http://www.comune.mignanego.ge.it/